# Port lotniczy Summerside
Port lotniczy Summerside (IATA: YSU, ICAO: CYSU) – port lotniczy położony w Summerside, w prowincji Wyspa Księcia Edwarda, w Kanadzie.